# كنعان بانانا
كنعان سوديندو بانانا (بالإنجليزية: Canaan Sodindo Banana)‏‏ (5 مارس 1936 - 10 نوفمبر 2003) كان وزيراً وسياسياً من روديسيا الجنوبية والرئيس الأول لزيمبابوي منذ استقلالها في 18 أبريل 1980 حتى 31 ديسمبر 1987، وكان روبرت موغابي رئيس الوزراء آن ذاك وخلفه بعد ذلك.
بانانا الذي كان ميثودياً، كان متزوجاً بجانيت بانانا (مواليد 1938) منذ 1961 وأنجبا 4 أولاد.
ولد بانانا في عام 1936 في إسيفيزيني في روديسيا الجنوبية، أمه كانت من عرقية نديبيلي الزيمبابوية فيما كان أبيه من مالاوي هاجر إلى روديسيا. تلقى تعليمه في ارسالية في مدرسة محلية ومن ثم في معهد لتعليم المعلميين.
تخرج بانانا من معهد إبوورث مختصاً في دراسة الإلهيات عام 1962، وعُين ككاهن في الكنيسة الميثودية المتحدة في نفس العام. انخرط بانانا سريعاً في السلك السياسي مما خوّله ليصبح نائباً لرئيس المجلس الوطني الإفريقي في روديسيا الجنوبية وهي مستعمرة بريطانية تحكمها أقلية من المستوطنين البيض، في حين أن أعضاء المجلس توقفوا عن أنشطتهم أواخر السيتينات. غادر بانانا وعائلته نحو الولايات المتحدة. وعاد مع عائلته إلى روديسيا الجنوبية في عام 1975 إلى أن قبض عليه وسجن حتى عام 1979 بعد اتفاقيات لانكستر هاوس.
في عام 1997، تم كشف ميول بانانا رغما عنه بكونه مثلي الجنس أو مزدوج التوجه الجنسي، وبعد محاكمة حظيت بتغطية إعلامية كبيرة، أدين ب11 تهمة سدومية و «الأفعال غير الطبيعية»، حبس بسببها لمدة 6 أشهر.
في عام 1997، ألقي القبض على بانانا في زيمبابوي بتهمة السدومية، بعد الاتهامات التي وجهت خلال محاكمة حارسه الشخصي السابق، الذي قتل شرطيا آخر أخبره بكونه «زوجة بانانا المثلي». وتتعلق الاتهامات بالادعاءات بأن بانانا قد أساء استخدام سلطته عندما كان رئيسا لإجبار العديد من الرجال على قبول المقدمات الجنسية. على الرغم من أنه نفى هذه الاتهامات، إلا أنه أدين بأحد عشر اتهاما بالسدومية، ومحاولة السدومية والاعتداء الفاحش في عام 1998. وكان قد أمضى ثمانية أشهر في السجن، وتم فصله من الكهنوتية. مات من السرطان في عام 2003، مع اختلاف المصادر حول مكان الوفاة.
كان بانانا شخصية مثيرة للجدل، وخاصة بعد إدانته الجنائية. بصفته رئيساً، لم يكن دائماً يحظى بالاحترام (تم سن قانون في عام 1982 لمنع الزيمبابويين من المزاح حول لقبه). ومع ذلك، فقد احتُفظ به من قبل البعض لتورطه في كفاح التحرير في زيمبابوي. بعد وفاته، وصفه موغابي بأنه «هدية نادرة للأمة». ومع ذلك، بالنسبة إلى منتقديه، فقد كان مغتصبًا استخدم موقعه في السلطة لإساءة معاملة الرجال جنسيا في مواقع الخدمة الموجودة تحته. تم تشويه تراثه الثوري ومكانته كرجل الدولة الأكبر ليس فقط بسبب تاريخ الاعتداء الجنسي، ولكن أيضاً بسبب مثليته الجنسية، وهو أمر غير قانوني وغير مقبول اجتماعياً في زيمبابوي.

## النشأة والمسيرة المهنية
وُلِد بانانا في 5 مارس 1936، بالقرب من إسكسفال (إسيغوديني حالبا)، ماتابيليلاند، رودسيا الجنوبية. كانت والدته من أصول نديبيل، وكان والده من أصول باسوتو الذين هاجروا من ليسوتو. وقال انه حضر مدرسة مزينياتي المحلية، قبل أن يكمل تعليمه الثانوي في مدرسة تغواني الثانوية في بلامتري. درس لاحقًا في معهد لتدريب المعلمين. قبل حصوله على دبلوم في اللاهوت في كلية إبوورث اللاهوتية في سالزبوري (هراري حاليا). وعين كقس ميثودية متحدة في عام 1962. بين 1962 و 1966، عمل كقس، قسيس زيارة، ومدير المدرسة في وانكي (اليوم هوانغي) وبلامتري. في عام 1969، تم انتخابه رئيسًا لمجلس كنائس بولاوايو، وهو منصب شغله حتى عام 1971. بين عامي 1970 و 1973، ترأس مجموعة محتوى جنوب إفريقيا، وهي جزء من مؤتمر عموم إفريقيا للكنائس في إفريقيا. وبهذه الصفة، كان يعمل مع كنائس الجنوب الأفريقي لأنها تكيفت للاستجابة، لاهوتيا وعمليا، للتحضر والتصنيع. خلال هذا الوقت، كان أيضًا عضوًا في اللجنة الاستشارية لمجلس الكنائس العالمي.

## النشاط السياسي
في الستينيات والسبعينيات، أصبح بانانا نشطًا في السياسة المعادية للاستعمار. من المنبر، بدأ يستنكر نظام الأقلية البيضاء في رودسيا وينشر شكلًا من أشكال لاهوت التحرير الأسود. نشر كتابًا بعنوان «الإنجيل وفقًا للغيتو»، والذي تضمن نسخة مخصصة من صلاة الرب التي بدأت «أبونا الذي في الغيتو». اعتنق اللاهوت المسيحي الاشتراكي، وأعلن أنه «عندما أرى حرب عصابات، أرى يسوع المسيح».
في عام 1971، توصلت الحكومة البريطانية إلى اتفاق مع رئيس وزراء روديسيا إيان سميث ينص على الانتقال إلى «حكم الأغلبية» في مقابل إنهاء العقوبات ضد رودسيا. رداً على ذلك، انضم بانانا مع زميله الميثوديست الأسقف أبيل مزوريوا لتشكيل المجلس القومي الأفريقي المتحد، الذي عارض التسوية. تم سحب الاستفتاء المقترح وتنامى اتحاد الوطنيين الكونغوليين كحزب سياسي وطني. في البداية، قام كل من ندابانينغي سيثولي من الاتحاد الوطني الأفريقى الزيمبابوي وجوشوا نكومو من الاتحاد الوطني الأفريقي الزيمبابوي بالتوافق مع مع الاتحاد الوطني الأفريقى الزيمبابوي. نظرًا لأن كلاً من الاتحاد الوطني الأفريقى الزيمبابوي والاتحاد الأفريقي الشعبي الزيمبابوي شاركا مع قوات حرب العصابات في الحرب الأهلية الروديسية، كان المجلس القومي الإفريقي المتحد الحزب السياسي الأسود القانوني الوحيد في رودسيا، لأنه رفض العنف. شغل بانانا منصب نائب رئيس المجلس القومي الإفريقي المتحد من عام 1971 إلى عام 1973.
على الرغم من أن بانانا والمجلس القومي الأفريقي المتحد كانا أكثر اعتدالا من الاتحاد الوطني الأفريقى الزيمبابوي أو الاتحاد الأفريقي الشعبي الزيمبابوي، إلا أنهما ما زالا يواجهان الاضطهاد من الحكومة. عندما تم القبض على العديد من قادة المجلس القومي الأفريقي المتحدة الآخرين، هرب من رودسيا مع زوجته وأطفاله. في البداية، ذهب إلى بوتسوانا، حيث مكث لفترة وجيزة مع قس صديق، بن هوبكينسون. ثم، ذهب إلى اليابان، حيث درس في جامعة كانساي في أوساكا. وأخيراً، انتقل إلى الولايات المتحدة، واستقر في واشنطن العاصمة من عام 1973 إلى عام 1975. وهناك، شغل منصب ممثل المجلس القومي الإفريقي المتحد لدى الولايات المتحدة والأمم المتحدة، ودرس في مدرسة ويسلي اللاهوتية من عام 1974 إلى عام 1975، وحصل على درجة الماجستير في علم اللاهوت.

## رئاسة زيمبابوي
عندما تم إلقاء القبض على العديد من أعضاء المجلس في أواخر الستينيات، فر بانانا وعائلته إلى الولايات المتحدة ولم يعودوا حتى عام 1975. تم إلقاء القبض على بانانا لدى عودته، لكن تم إطلاق سراحه بعد عام، وأُبقي قيد الإقامة الجبرية، ثم سُمح له بالمشاركة في خطط أبيل مزوريوا للبلاد. ومع ذلك، فقد تخلى عن هذا الجهد وانضم إلى الاتحاد الوطني الأفريقي الزيمبابوي (بقيادة روبرت موغابي)، والتي كانت مكرسة للإطاحة بإدارة سميث. عند عودته إلى روديسيا في ديسمبر 1976، تم اعتقال بانانا مرة أخرى لدعمه للاتحاد الوطني الأفريقى الزيمبابوي؛ بعد تعيين كريستوفر سوامس حاكمًا بريطانيًا، تم إطلاق سراحه من السجن.
أصبح بانانا رئيساً للبلاد في أبريل عام 1980 مع اعتبار دستور جديد، ولعب دوراً هاماً في توحيد الاتحاد الأفريقي الشعبي الزيمبابوي والاتحاد الوطني الأفريقي الزيمبابوي - الجبهة الوطنية.
انتهت ولايته في 31 ديسمبر 1987 بعد أن قام روبرت موغابي بالسيطرة على معظم مهامه الفخرية، في حين أن منصب رئيس الوزراء قد ألغي ونقل صلاحياته إلى رئيس الجمهورية.

## تهم السدومية والسجن
في عام 1997، ألقي القبض على بانانا في زيمبابوي بتهمة السدومية، بعد الاتهامات التي وجهت خلال محاكمة حارسه الشخصي السابق، جفتا دوبي. كان دوبي، وهو شرطي، قد قتل بالرصاص باتريك ماشيري، وهو ضابط كان أخبره بكونه «الزوجة المثلية لبانانا». تتعلق التهم بمزاعم من المدعي العام أن بانانا قد أساء استخدام سلطته عندما كان رئيسًا لإكراه العديد من الرجال في مناصب الخدمة (بدءًا من الموظفين المحليين إلى حراس الأمن، وحتى أعضاء الفرق الرياضية الذين كان قد عمل لهم كحكم) في قبول المقدمات الجنسية. ووجهت المحكمة أحد عشر تهمة سدومية لبانانا، ومحاولة السدومية والهذيان الاعتداء الفاحش في عام 1998. نفى جميع التهم، وقال إن المثلية الجنسية هي «انحراف، بغيضة وخاطئة»، وكانت الادعاءات الموجهة ضده «أكاذيب مَرَضية» تهدف إلى تدمير حياته السياسية. ناقشت جانيت بانانا فيما بعد المثلية الجنسية المزعومة لزوجها وأكدتها، على الرغم من أنها اعتبرت التهم الموجهة إليه ذات دوافع سياسية.
وقد هرب إلى جنوب إفريقيا في الوقت الذي أُفرج عنه بكفالة قبل أن يُسجن، ظناً منهم أن موغابي كان يخطط لموته. وعاد إلى زيمبابوي في كانون الأول/ديسمبر 1998، بعد اجتماع مع نيلسون مانديلا، الذي أقنعه بمواجهة الحكم. وحكم على بانانا في 18 كانون الثاني/يناير 1999 بالسجن لمدة 10 سنوات، مع وقف التنفيذ لمدة 9 سنوات، وتم فصله من الكهنوتية. وقد أمضى بالفعل ستة أشهر في سجن مفتوح قبل إطلاق سراحه في يناير 2001.

## الوفاة
في 10 نوفمبر 2003 فارق بانانا الحياة متأثراً من مرض السرطان. وفق تقرير ألقاه المندوب السامي الزيمبابوي في لندن. ودفن في زيمبابوي في أواخر نوفمبر 2003. من دون مراسم تأبينية تقليدية لرئيس سابق للبلاد. فيما وصفه موغابي في خطاب رسمي بالمناسبة عبر إذاعة البلاد بأنه «هبة نادرة للأمة». طالبت جانيت بحق اللجوء السياسي في المملكة المتحدة حيث تقيم هناك الآن.

## وصلات خارجية
- كنعان بانانا على موقع مونزينجر (الألمانية)
- مقالة الغارديان حول كنعان بانانا (بالإنجليزية)

| المناصب السياسية    | المناصب السياسية        | المناصب السياسية  |
| ------------------- | ----------------------- | ----------------- |
| سبقه استحداث المنصب | رئيس زيمبابوي 1980–1987 | تبعه روبرت موغابي |